# Emanuel Cohen
Emanuel Cohen (né le 5 août 1892 à Hartford, Connecticut, États-Unis, et mort le 9 septembre 1977 à New York, États-Unis) est un producteur de cinéma américain, .

## Filmographie partielle
- 1933 : Monsieur Bébé (A Bedtime Story) de Norman Taurog (producteur délégué)
- 1933 : Alice au pays des merveilles (Alice in Wonderland), de Norman Z. McLeod
- 1933 : La Ruée fantastique (Thundering Herd) de Henry Hathaway
- 1934 : The Witching Hour de Henry Hathaway (producteur délégué)
- 1934 : La mort prend des vacances (Death Takes a Holiday) de Mitchell Leisen (producteur associé)
- 1934 : Elmer and Elsie de Gilbert Pratt (producteur délégué)
- 1936 : Go West, Young Man de Henry Hathaway (producteur)
- 1936 : La Chanson à deux sous (Pennies from Heaven) de Norman Z. McLeod (producteur)
- 1936 : Mind Your Own Business de Norman Z. McLeod (producteur)
- 1937 : Outcast de Robert Florey (producteur)
- 1937 : The Girl from Scotland Yard de Robert G. Vignola (producteur)
- 1937 : Midnight Madonna de James Flood (producteur)
- 1937 : On Such a Night de Ewald André Dupont (producteur)
- 1937 : Love on Toast de Ewald André Dupont (producteur)
- 1937 : Fifi peau de pêche (Every Day's a Holiday) de A. Edward Sutherland (producteur)
- 1938 : Dr. Rhythm de Frank Tuttle (producteur)